# Битва під Сисаком
Битва під Сисаком (хорв. Bitka kod Siska; словен. Bitka pri Sisku; нім. Schlacht bei Sissek; тур. Kulpa Bozgunu) — бій, що відбулося 22 червня 1593 року між військами Габсбурзької монархії і Османської імперії. Битва закінчилася повною перемогою Габсбургів, основу якої складали хорвати, і означала для них кінець оборонного періоду у війнах з османами.
Битва відбулася біля міста Сисак, нині Хорватія, в межиріччі річок Сава і Купа. Армію Габсбургів очолював австрійський генерал Рупрехт фон Еггенберг, командувачем хорватських частин був Тамаш Ердедь (угорець), загоном Крайнського герцогства — Андреас фон Ауершперг (Андрей Тур'яський). Османські сили очолював боснійський бейлербей Хасан-паша Предоевіч.

## Передумови
Центральна влада як Османської імперії, так і Габсбурзької монархії не хотіли воювати між собою після кількох походів на угорські та молдавські землі та чотирьох відновлень перемир'я 1547 року, Але широкомасштабні набіги проводилися на території один одного: численні набіги на Габсбурзьку Угорщину з боку акинджи, нерегулярної османської легкої кавалерії та, з іншого боку; ускоки (балканські нерегулярні прогабсбурзькі солдати на східному узбережжі Адріатики) заохочували проводити рейди на османську територію на Балканах. Зіткнення на кордоні Хорватії також тривали, незважаючи на перемир'я. Хорватсько-османський кордон пролягав між Копривницею та Сисаком, потім на захід до Карловаця, на південь до Плітвіцьких озер і на південному заході до Адріатичного моря. На той час Хорватія мала лише 16800 км² вільної території та близько 400 000 жителів.
Незважаючи на те, що їх сила вичерпувалась через постійні конфлікти на кордоні, наприкінці 16 століття укріплені міста Хорватії змогли утримувати османські війська. У цей період османські боснійські війська зробили кілька спроб захопити великі форти та міста через річки Уну та Саву. 26 жовтня 1584 року османські частини зазнали поразки в битві при Слуні, а 6 грудня 1586 року під Іванич-Градом. Однак набіги та напади османів зростали, і хорватська знать воювала без підтримки Габсбургів.

## Битва
1593 року перемир'я було порушено — боснійський паша Хасан Предоевіч з армією перетнув Купу, яка, за договором в Адріанополі, укладеним роком раніше, була кордоном між Габсбурзькою монархією і Османською імперією. Метою походу була укріплена Сисакська фортеця, споруджена в стратегічно важливому місці між Купою і Савою приблизно в кілометрі від впадання першої в другу.
Поруч з фортецею турецькі війська були зустрінуті габсбурзькою армією, основу якої складали хорвати, до складу входили також австрійські та крайнські (в соновному словенські) частини і близько 500 сербів-ускоків. Загальна чисельність армії становила 5 800 осіб, точне число османів невідоме, згідно з традицією воно перевищувало християнські сили в 6 разів, але історики вважають чиельність в 12 000 осіб ближчою до дійсності.
Турецька армія була погано організована, її основу становили місцеві, слабо підготовлені частини. Туркам не вдалося використати перевагу в живій силі; вирішальним фактором, що зумовив перемогу австрійського війська стало грамотне використання важкої артилерії. Інтенсивним обстрілом Еггенберг і Ердедь відтіснили турків до Купи і затиснули між двома флангами своєї армії. Відступ перетворився на панічну втечу, велика частина османської армії, включаючи головнокомандувача, загинула на полі бою або потонула під час відступу в Купе. Втрати християн були мінімальні.

## Наслідки
Християнська Європа була в захваті від грандіозних повідомлень про перемогу під Сисаком. Папа Климент VIII похвалив християнських воєначальників, надіславши лист подяки бану Хорватії Ердедю, тоді як іспанський король Філіп II нагородив Ердедя орденом Святого Спасителя.
Результат битви під Сисаком призвів до істотного послаблення позицій Османської імперії на Балканах. Результат цієї битви разом з іншими невдачами Османської імперії, таких як битва при Лепанто, а також фортифікаційні та інші роботи, що їх Австрією по зміцнила кордон в кінці XVI століття, зупинили просування турків на Балканах. У загальних рисах сформувалася межа між Габсбурзькою державою і Османською імперією, яка зберігалася аж до початку контрнаступу Габсбургів в кінці XVII століття після битви під Віднем.